# Зайцевка (станция)
Зайцевка — железнодорожная станция Лискинского региона Юго-Восточной железной дороги.
Расположена на территории Кантемировского района Воронежской области в полутора километрах к северо-западу от села Колесниковка.
Станция расположена на линии, идущей в обход Украины. Строительство началось весной 2015 года. 20 сентября 2017 года состоялся запуск грузовых поездов.
На станции построен двухэтажный вокзал (площадью 400 м²), оборудованы парковочные места, построены пешеходный мост через железную дорогу, автобусная остановка и вертолётная площадка.

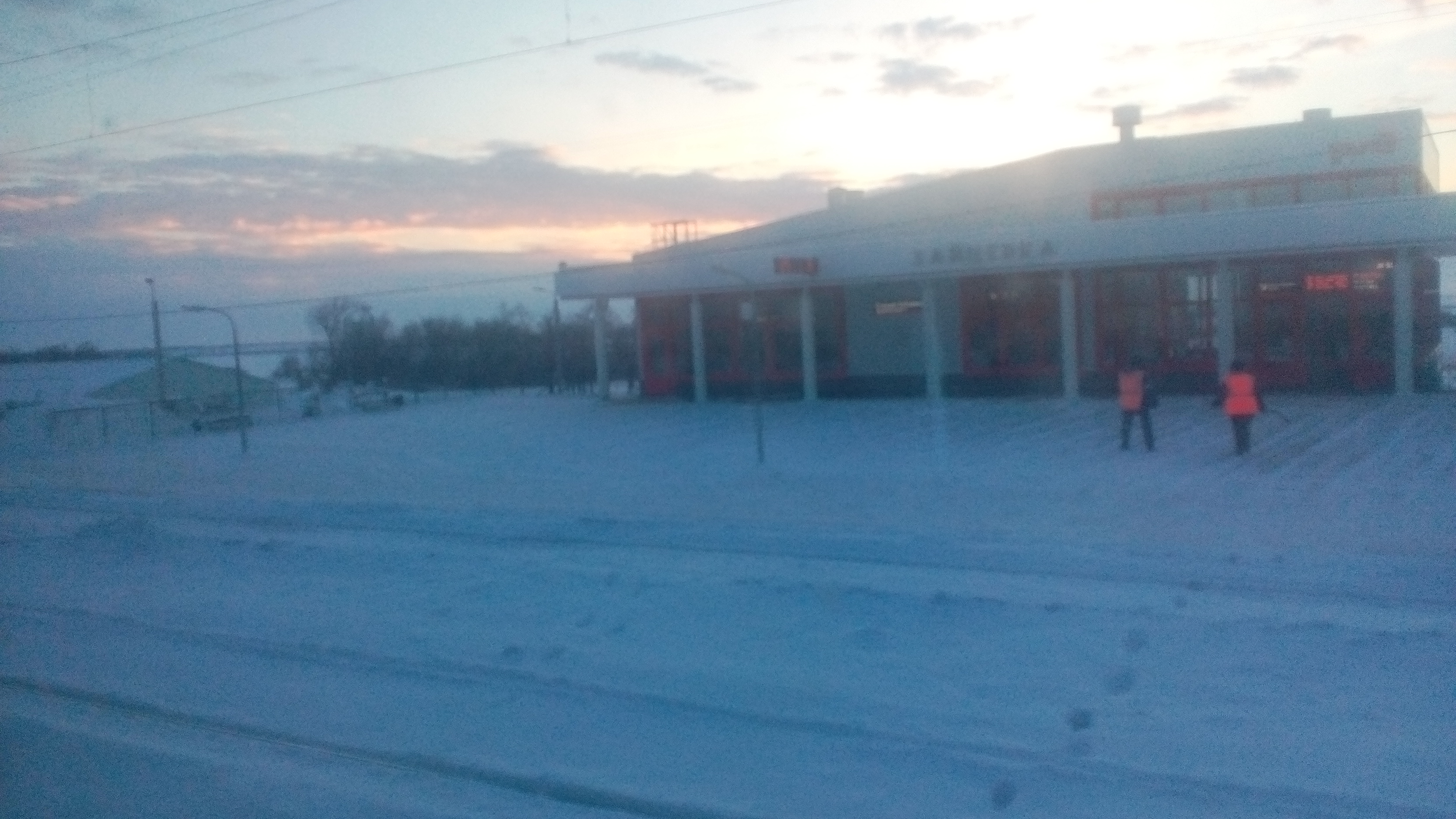
Здание станции
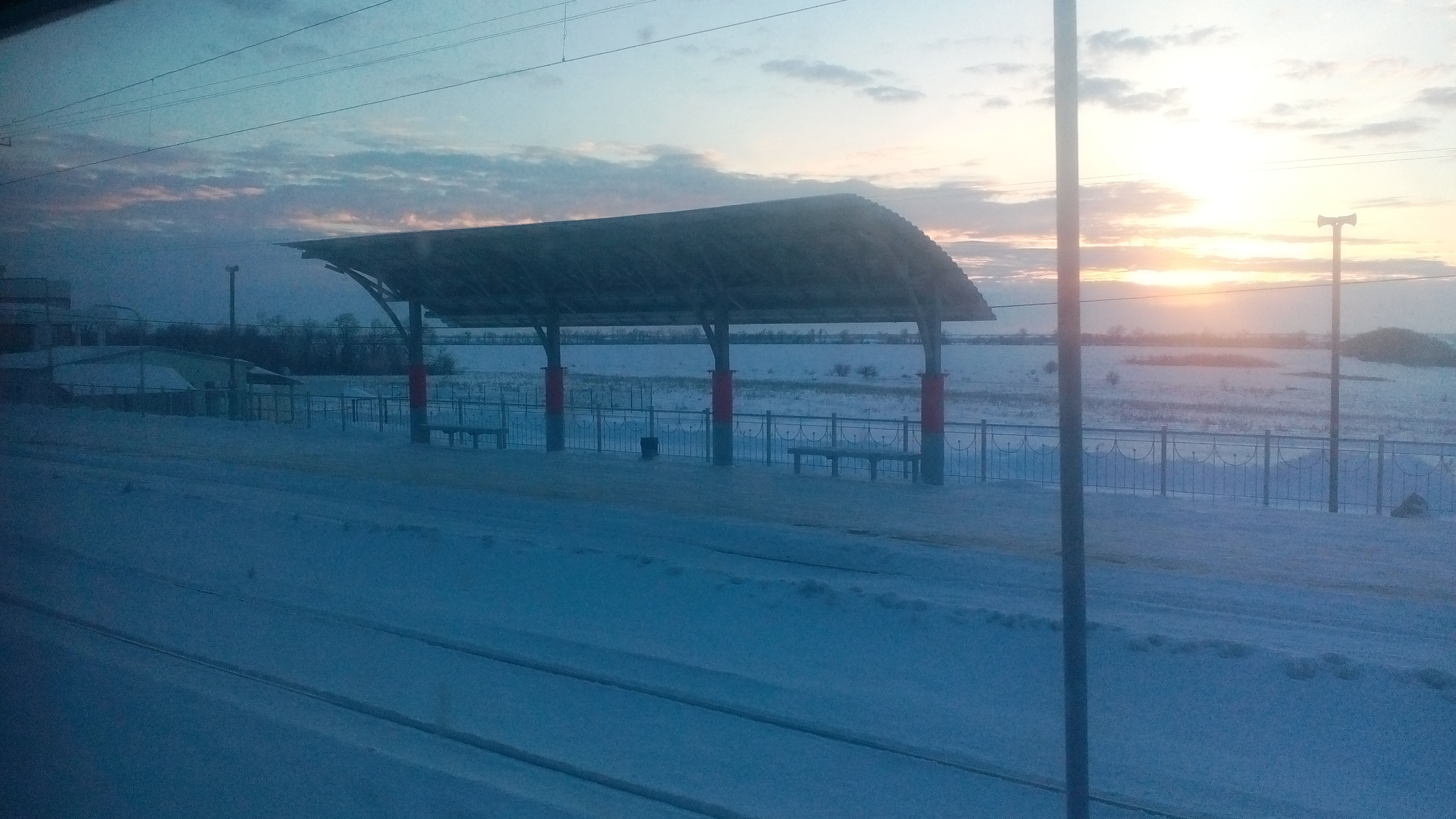
Перрон станции
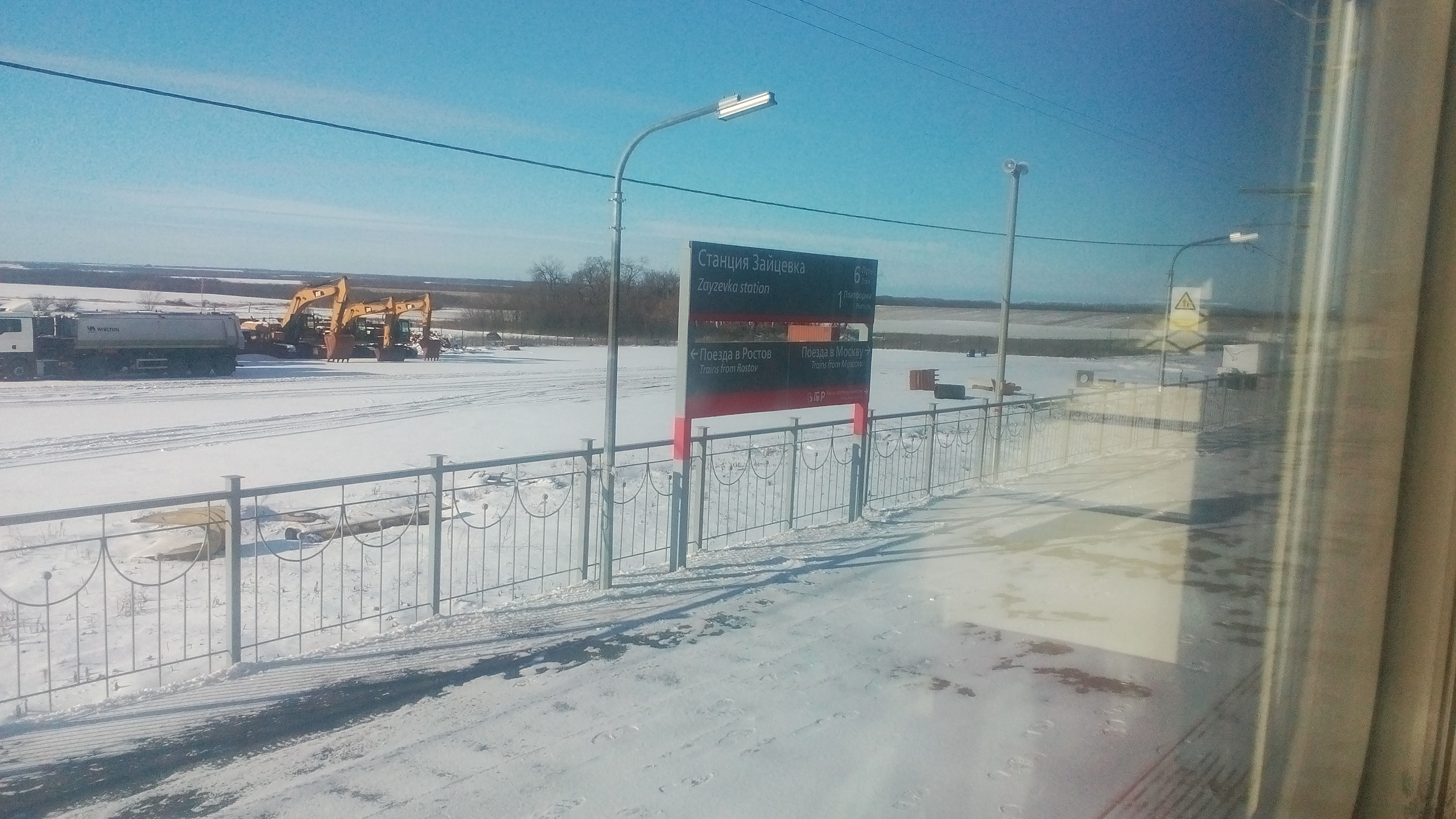
Перрон станции

## Дальнее следование по станции
| Круглогодичное обращение поездов | Круглогодичное обращение поездов | Круглогодичное обращение поездов | Круглогодичное обращение поездов |
| № поезда                         | Маршрут движения                 | № поезда                         | Маршрут движения                 |
| -------------------------------- | -------------------------------- | -------------------------------- | -------------------------------- |
| 33 «Осетия»                      | Владикавказ — Москва             | 34 «Осетия»                      | Москва — Владикавказ             |
| 49                               | Кисловодск — Санкт-Петербург     | 50                               | Санкт-Петербург — Кисловодск     |
| 61                               | Нальчик — Москва                 | 62                               | Москва — Нальчик                 |
| 77                               | Ставрополь — Москва              | 78                               | Москва — Ставрополь              |
| 87                               | на ходу                          | 88                               | Нижний Новгород — Адлер          |
| 99                               | на ходу                          | 100                              | Нижний Новгород — Кисловодск     |
| 117                              | Адлер — Самара                   | 118                              | на ходу                          |
| 121                              | Владикавказ — Санкт-Петербург    | 122                              | на ходу                          |
| 135                              | Махачкала — Санкт-Петербург      | 136                              | на ходу                          |
| 139                              | Адлер — Барнаул                  | 140                              | Барнаул — Адлер                  |
| 149                              | Минеральные Воды — Минск         | 150                              | Минск — Минеральные Воды         |
| 301                              | Адлер — Минск                    | 302                              | Минск — Адлер                    |
| 305                              | Сухум — Москва                   | 306                              | Москва — Сухум                   |
| 325                              | Новороссийск — Пермь             | 326                              | Пермь — Новороссийск             |
| 335                              | Новороссийск — Екатеринбург      | 336                              | Екатеринбург — Новороссийск      |
| 377                              | Новороссийск — Москва            | 378                              | Москва — Новороссийск            |
| 381                              | Грозный — Москва                 | 382                              | Москва — Грозный                 |
| 389                              | Анапа — Минск                    | 390                              | Минск — Анапа                    |

| Сезонное обращение поездов | Сезонное обращение поездов   | Сезонное обращение поездов | Сезонное обращение поездов |
| № поезда                   | Маршрут движения             | № поезда                   | Маршрут движения           |
| -------------------------- | ---------------------------- | -------------------------- | -------------------------- |
| 187                        | Новороссийск — Архангельск   | 188                        | Архангельск — Новороссийск |
| 261                        | Адлер — Архангельск          | 262                        | Архангельск — Адлер        |
| 473                        | Анапа — Самара               | 474                        | -[прояснить]               |
| 475                        | Имеретинский курорт — Казань | 476                        | -                          |
| 497                        | Адлер — Ижевск               | 498                        | Ижевск — Адлер             |
| 505                        | Новороссийск — Тамбов        | 506                        | -                          |
| 507                        | Новороссийск — Ижевск        | 508                        | -                          |
| 513                        | Анапа — Тамбов               | 514                        | -[прояснить]               |
| 531                        | Адлер — Киров                | 532                        | Киров — Адлер              |
| 541                        | Адлер — Москва               | 542                        | Москва — Адлер             |